# Lytton (Canada)
Lytton is een dorp van ongeveer 250 inwoners in het zuiden van Brits-Columbia, Canada aan de samenvloeiing van de rivieren Thompson en Fraser. De gemeente omvat het dorp Lytton en de omliggende gemeenschap van de 'Lytton First Nation', die de plaats Camchin noemen, ook gespeld als "Kumseen" (waar de rivieren samenvloeien).
Tijdens zomerse hittegolven is Lytton vaak de warmste plek in Canada, ondanks de ligging ten noorden van de 50e breedtegraad noord. Tijdens drie opeenvolgende dagen van juni 2021 brak Lytton het record voor de hoogste temperatuur ooit in Canada, met 49.6 °C op 29 juni. Dit is de hoogste temperatuur ter wereld ooit geregistreerd ten noorden van 45°N, en heter dan de recordhoogtes aller tijden voor heel Europa en Zuid-Amerika. De volgende dag, 30 juni 2021, raasde een natuurbrand door de vallei van Lytton, waardoor een groot deel van het dorp werd verwoest. 